# Jean Appier
Jean Appier est un graveur lorrain mort avant 1620, qu'il convient de différencier de son fils Jean Appier dit Hanzelet.

## Biographie
Selon la préface du Recueil de plusieurs machines publié juste après sa mort par Jean Appier Hanzelet et Thybourel, Jean Appier était « ingénieux » (ingénieur) au service des ducs de Lorraine Charles III et Henri II. On sait qu'il a exécuté pour les ducs de Lorraine un voyage à Gironville en 1605.
Il est convenu de considérer comme l’œuvre de Jean Appier père toutes les estampes signées Jean Appier avant 1619, date à laquelle apparaît pour la première fois la signature « Jean Appier Hanzelet », qui est celle de son fils.

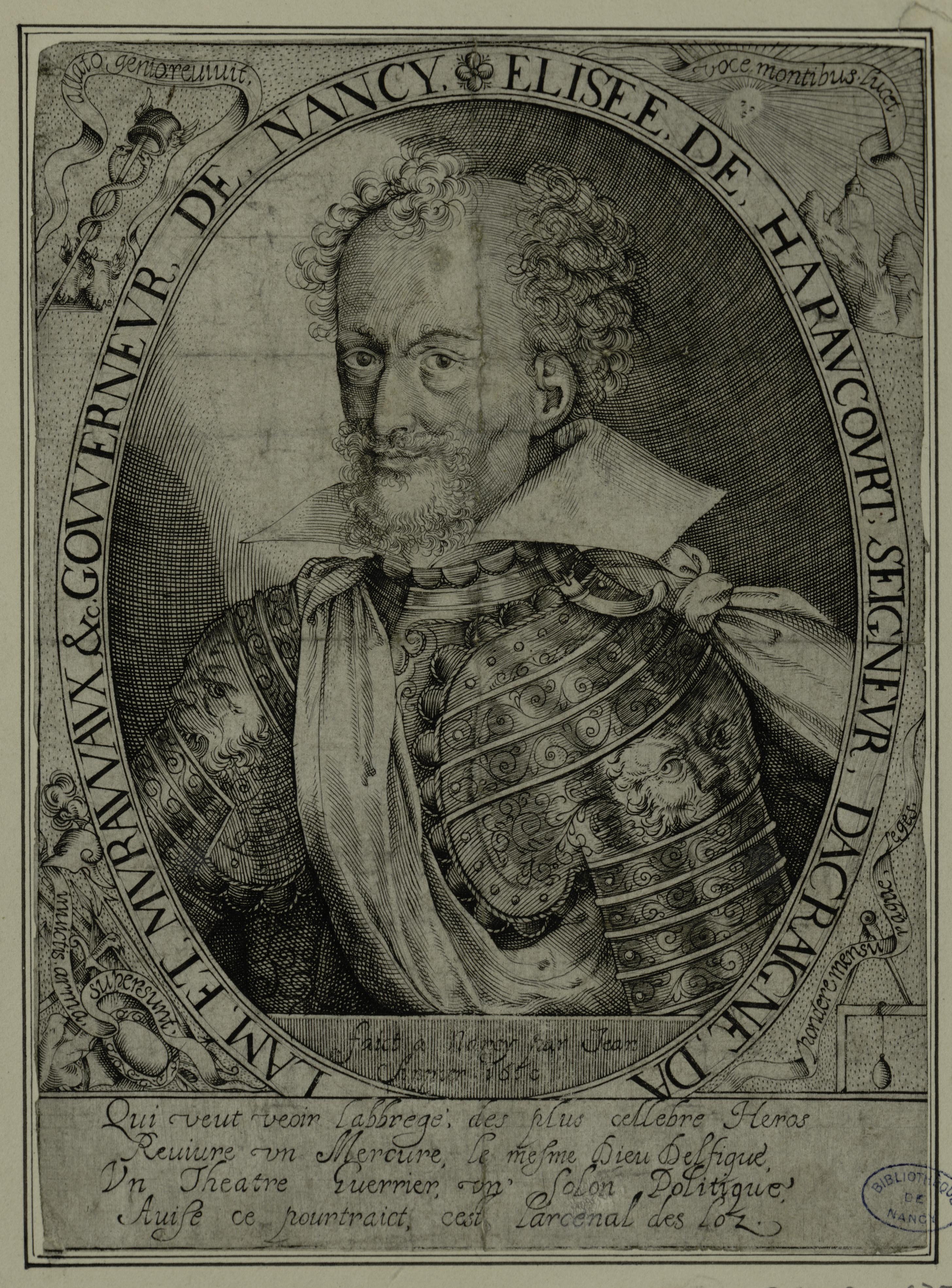
Elisée de Haraucourt, par Jean Appier, 1609.

Il travaille la gravure sur cuivre.

## Œuvres signées

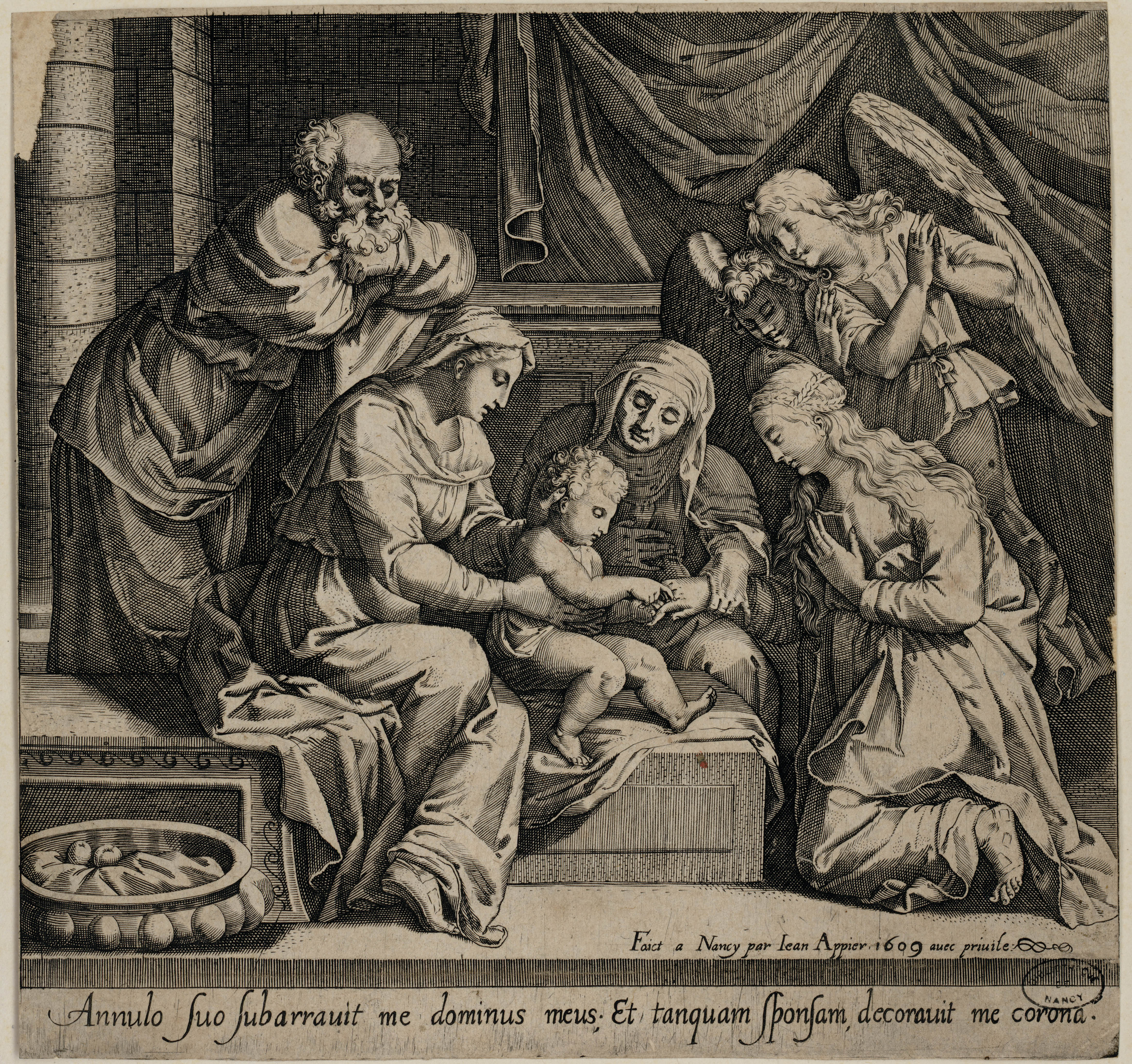
Le mariage mystique de sainte Catherine de Sienne par Jean Appier, 1609.

- Le Mariage mystique de sainte Catherine de Sienne, 1609.
- Élisée de Haraucourt, portrait en buste, 1610.
- André Desbordes, Discours de la théorie, de la pratique et de l'excellence des armes, A Nancy, Blaise André, 1610 : portrait en buste en frontispice.
- Relation journalière du Voyage du Levant fait et descrit par... Henry de Beauvau, A Nancy, Jacob Garnich, 1619. Frontispice et 49 illustrations, datées de 1615.
- Les Sept Psaumes penitentiaulx, ouvrage illustré de 12 gravures[3], dont le contrat de distribution aurait été annulé.
- Antoine Huzier, Triomphe du corbeau contenant les propriétés, perfections etc. A Nancy, Jacob Garnich, 1619 : armes des ducs de Lorraine.
- Hélye Garel, La Couronne sacrée de la royale, auguste et victorieuse maison de Lorraine..., A Nancy, Jacob Garnich, 1618 : armes des ducs de Lorraine.
- Vierge à l'Enfant d'après Le Parmesan[3].